# Cixius vitripennis
Cixius vitripennis är en insektsart som beskrevs av Carl Ludwig Kirschbaum 1868. Cixius vitripennis ingår i släktet Cixius och familjen kilstritar. Inga underarter finns listade i Catalogue of Life.